# Кшеве (Куявсько-Поморське воєводство)
Кшеве (пол. Krzewie) — село в Польщі, у гміні Любень-Куявський Влоцлавського повіту Куявсько-Поморського воєводства.
Населення — 95 осіб (2011).
У 1975-1998 роках село належало до Влоцлавського воєводства.

## Демографія
Демографічна структура станом на 31 березня 2011 року:
|          | Загалом | Допрацездатний вік | Працездатний вік | Постпрацездатний вік |
| -------- | ------- | ------------------ | ---------------- | -------------------- |
| Чоловіки | 51      | 11                 | 36               | 4                    |
| Жінки    | 44      | 6                  | 27               | 11                   |
| Разом    | 95      | 17                 | 63               | 15                   |